# Hans-Dietrich Sasse
Hans-Dietrich „Hannemann“ Sasse (* 21. Juli 1940 in Marienberg) ist ein ehemaliger deutscher Hockeyspieler aus der DDR.

## Karriere
Hans-Dietrich Sasse spielte bis 1969 für den SC Leipzig, ab 1970 für die BSG Einheit Zentrum Leipzig. 1969, 1971 und 1974 war er DDR-Meister im Feldhockey, 1963, 1968 und 1975 DDR-Meister im Hallenhockey.
Beim Hockeyturnier der Olympischen Spiele 1964 in Tokio gab es einen Startplatz für die gesamtdeutsche Mannschaft, den die Mannschaft aus der DDR erkämpfte. Die Mannschaft erreichte in Tokio den fünften Platz. Hans-Dietrich Sasse war als zweiter Torhüter im Kader, kam aber zu keinem Einsatz, da Rainer Stephan in allen neun Partien durchspielte.
Vier Jahre später nahmen beide deutschen Mannschaften an den Olympischen Spielen 1968 in Mexiko-Stadt teil. In der Vorrunde gewann die DDR-Auswahl zwei Spiele, spielte zweimal Unentschieden und verlor drei Partien, darunter die gegen das Team aus der Bundesrepublik. Letztlich belegte die Mannschaft aus der DDR den elften Platz. Hans-Dietrich Sasse wirkte in sieben Spielen mit, Rainer Stephan kam auf zwei Einsätze. Ebenfalls im Olympiaaufgebot 1968 stand Sasses Bruder Reinhart.
Zwischen 1963 und 1979 kam Hans-Dietrich Sasse auf 73 Länderspiele. Nach seiner aktiven Laufbahn blieb er seinem Sport als Trainer und Verbandsfunktionär verbunden.